# Dalibor Dvorský
Dalibor Dvorský (* 15. června 2005 Zvolen) je slovenský hokejový útočník hrající za tým Springfield Thunderbirds v americké AHL. Dvorský byl považován za jednoho z nejlepších hráčů pro draft NHL v roce 2023, ve kterém byl vybrán v prvním kole jako 10. celkově klubem St. Louis Blues.

## Hráčská kariéra
28. června 2023 si Dvorského vybrali v draftu NHL jako desátého v pořadí St. Louis Blues. Dne 14. července 2023 podepsal s Blues tříletou nováčkovskou smlouvu.

## Ocenění a úspěchy
- 2022 HG-18 – Nejlepší střelec
- 2022 MS-18 (D I) – Top tří hráčů v týmu
- 2022 HAll – Nejproduktivnější dorostenec
- 2023 MS-18 – Top tří hráčů v týmu
- 2023 MS-18 – All-Star Tým
- 2023 HAll – Nejproduktivnější dorostenec
- 2024 OHL – První All-Star Tým
- 2025 AHL – All-Star Game
- 2025 MSJ – Top tří hráčů v týmu

## Prvenství
- Debut v NHL – 23. března 2025 (St. Louis Blues proti Nashville Predators)

## Statistiky

### Klubové statistiky
| Sezóna      | Klub                           | Soutěž      |    | Základní část | Základní část | Základní část | Základní část | Základní část |   | Play off | Play off | Play off | Play off | Play off |
| Sezóna      | Klub                           | Soutěž      | Z  | G             | A             | B             | TM            | Z             | G | A        | B        | TM       |          |          |
| 2020/21     | AIK Ishockey                   | J18         | 6  | 4             | 10            | 14            | 0             | —             | — | —        | —        | —        |          |          |
| 2020/21     | HC ’05 iClinic Banská Bystrica | SHL         | 20 | 2             | 2             | 4             | 8             | —             | — | —        | —        | —        |          |          |
| 2021/22     | AIK Ishockey                   | J18         | 0  | 0             | 0             | 0             | 0             | 1             | 0 | 1        | 1        | 0        |          |          |
| 2021/22     | AIK Ishockey                   | J20         | 33 | 20            | 20            | 40            | 43            | 6             | 1 | 5        | 6        | 2        |          |          |
| 2021/22     | AIK Ishockey                   | HAll        | 17 | 2             | 1             | 3             | 0             | —             | — | —        | —        | —        |          |          |
| 2022/23     | AIK Ishockey                   | J20         | 10 | 10            | 11            | 21            | 2             | —             | — | —        | —        | —        |          |          |
| 2022/23     | AIK Ishockey                   | HAll        | 38 | 6             | 8             | 14            | 16            | 7             | 0 | 0        | 0        | 0        |          |          |
| 2023/24     | IK Oskarshamn                  | SEL         | 10 | 0             | 0             | 0             | 0             | —             | — | —        | —        | —        |          |          |
| 2023/24     | Sudbury Wolves                 | OHL         | 52 | 45            | 43            | 88            | 17            | 9             | 3 | 7        | 10       | 2        |          |          |
| 2024/25     | Springfield Thunderbirds       | AHL         | 61 | 21            | 24            | 45            | 22            | 3             | 0 | 2        | 2        | 0        |          |          |
| 2024/25     | St. Louis Blues                | NHL         | 2  | 0             | 0             | 0             | 0             | —             | — | —        | —        | —        |          |          |
| OHL celkově | OHL celkově                    | OHL celkově | 52 | 45            | 43            | 88            | 17            | 9             | 3 | 7        | 10       | 2        |          |          |

### Reprezentace
| Rok                            | Tým                            | Soutěž                         | Z  | G  | A  | B  | TM |
| ------------------------------ | ------------------------------ | ------------------------------ | -- | -- | -- | -- | -- |
| 2021                           | Slovensko 18                   | HG-18                          | 5  | 8  | 4  | 12 | 2  |
| 2022                           | Slovensko 18                   | MS-18 (D I)                    | 5  | 5  | 6  | 11 | 4  |
| 2022                           | Slovensko 20                   | MS-20                          | 4  | 1  | 1  | 2  | 0  |
| 2023                           | Slovensko 20                   | MS-20                          | 5  | 1  | 2  | 3  | 0  |
| 2023                           | Slovensko 18                   | MS-18                          | 7  | 8  | 5  | 13 | 6  |
| 2024                           | Slovensko 20                   | MS-20                          | 5  | 3  | 3  | 6  | 0  |
| 2025                           | Slovensko 20                   | MS-20                          | 5  | 5  | 4  | 9  | 0  |
| 2025                           | Slovensko                      | MS                             | 6  | 0  | 1  | 1  | 0  |
| Juniorská kariéra celkově      | Juniorská kariéra celkově      | Juniorská kariéra celkově      | 36 | 31 | 25 | 56 | 12 |
| Seniorská reprezentace celkově | Seniorská reprezentace celkově | Seniorská reprezentace celkově | 6  | 1  | 1  | 1  | 0  |